# Liste der Schulen auf Aruba
Die Liste der Schulen auf Aruba beinhaltet alle Schulen auf der Insel (Stand 12/2014).

## Beschreibung
Das Bildungssystem auf Aruba sieht eine allgemeine Schulpflicht vom 4. bis zum 18. Lebensjahr vor, wovon mindestens bis zum 16. Lebensjahr die Schule besucht werden muss. Mit fünf Jahren werden normalerweise die Kinder in die Grundschule (Scol Basico) eingeschult. Auf Wunsch der Eltern kann das Kind aber auch schon mit vier Jahren zur Schule gehen, wenn es die Vorprüfung besteht. Dies geschieht in der Praxis sehr häufig. Die Schulen sind grundsätzlich für Schüler aller Konfessionen offen. Der kleine Inselstaat beheimatet Einwohner aus rund 90 Nationalitäten. Es gibt 34 Schulen und zwei Universitäten auf Aruba. Grundschulsprache ist Niederländisch und seit 2004 Papiamento. Neben den Grundsprachen wird auch Unterricht in Spanisch und Englisch angeboten.
Alle Schulen schließen mit einer Prüfung ab. 2010 gab es 21.848 Schüler im Alter von 5 bis 19 Jahren auf Aruba.

## Liste der Schulen

### Scol Preparatorio, Kleuterschool
Vorschule, Unterricht vom 2. bis zum 5. Lebensjahr, auch als Kindertagesstätte ab 0 bis 4 Jahre offen
- Agnes Kleuterschool
- Arubanita Kleuterschool
- Ayo Kleuterschool
- Arco Iris Kleuterschool
- Cayena Kleuterschool
- Graf V. Zinzendorf School Kleuterschool
- H Imelda Kleuterschool
- Jacintha Kleuterschool
- Kukwisa Kleuterschool
- Mon Plaisir Kleuterschool

### Scol Basico
Grundschule ab 4 Jahre
- Cacique Macuarima School
- Caiquetio School
- Colegio Laura Wernet Paskel
- Colegio Bon Bini
- Colegio Conrado Coronel
- Colegio Cristo Rey
- Maria Regina School
- Rosario College
- St. Anna School
- St. Dominicus College

### HAVO
Havo = Allgemein bildende weiterführende Schulen
- Filomena College
- Colegio San Antonio
- Maria College
- La Salle College
- John Wesleycollege
- Mon Plaisircollege
- Colegio San Augustinus
- C.G. Abraham de Veerschool

### VMBO
VMBO = Vorbereitung mittlere Ebene der beruflichen Schulbildung, ungefähr mit der deutschen Realschule vergleichbar
- E.P.B.-Oranjestad[2]
- E.P.B.-San Nicolas
- E.P.B.-Santa Cruz

### MBO
MBO = Berufsschule, bildet Schüler auf mittlere Positionen in Verwaltung, Industrie und im Dienstleistungssektor vor
- Colegio E.P.I. Oranjestad[2]

### HAVO/VWO
HAVO/VWO = 5-jähriger höherer Ausbildungsgang, Voraussetzung zum Studium an den Universitäten UA (Universiteit van Aruba) und IPA (Instituto Pedagogico Arubano). VWO = vorwissenschaftlicher oder voruniversitärer Bildungsgang
- Colegio Arubano-Oranjestad
- Colegio Pariba-San Nicolas